# Pied au plancher
Pied au plancher (Heart Like a Wheel) est un film américain de Jonathan Kaplan sorti en 1983.
C'est un film biographique basé sur la vie de Shirley Muldowney (en), première femme à avoir reçu une licence de la National Hot Rod Association, fédération automobile pour les courses de dragsters aux États-Unis.

## Fiche technique
- Réalisation : Jonathan Kaplan
- Scénario : Ken Friedman
- Date de sortie: 1er avril 1983
- Durée : 113 minutes
- Musique : Laurence Rosenthal
- Image : Tak Fujimoto

## Distribution
- Bonnie Bedelia : Shirley Muldowney
- Beau Bridges : Connie Kalitta
- Robert Ridgely : Bob Morton Sportsline
- Bruce Barlow
- Leo Rossi
- Anthony Edwards
- Hoyt Axton
- Paul Bartel
- Missy Basile
- Creed Bratton
- Jesse Aragon
- Tiffany Brissette
- James Burton

## Récompenses et nominations
- William Ware Theiss, nommé pour les meilleurs costumes lors de la 56e cérémonie des Oscars
- Bonnie Bedelia, nommée pour la meilleure actrice lors des Golden Globe de la meilleure actrice dans un film dramatique